# Округ Ален (Охајо)
Округ Ален (енгл. Allen County) је округ у америчкој савезној држави Охајо.

## Демографија
По попису из 2010. године број становника је 106.331, што је 2.142 (-2,0%) становника мање него 2000. године.
| Група             | 2000.          | 2010.          |
| Белци             | 91.356 (84,2%) | 87.708 (82,5%) |
| Афроамериканци    | 13.225 (12,2%) | 12.639 (11,9%) |
| Азијати           | 601 (0,6%)     | 740 (0,7%)     |
| Хиспаноамериканци | 1.545 (1,4%)   | 2.513 (2,4%)   |
| Укупно            | 108.473        | 106.331        |